# BMW iX2
A BMW iX2 (modellkód: U10) egy akkumulátoros elektromos, szubkompakt luxus crossover SUV autótípus. A BMW X2 sorozatának 2023-ban bemutatott 2. generációjának elektromos változata.

## Áttekintés
A BMW iX2-t mindkét tengelyén egy-egy meghajtóegység mozgatja, együttesen 230 kW csúcsteljesítménnyel és 494 Nm nyomatékkal. A nettó 64,8 kWh kapacitású 449 kilométeres WLTP-hatótávolságot tesz lehetővé.
Az autó orrán az elektromos BMW-knél megszokott lefalazott vesék láthatóak. A vesék alján sincs légbeömlő nyílás, a hűtéshez szükséges levegő a lökhárító alján jut be. A légellenállás csökkentése érdekében az ajtók kilincsei besimulnak az ajtóba. Az autó légellenállása viszonylag alacsony, 0,25-ös légellenállási együtthatóval rendelkezik. A műszerfalon egy 10,7 colos központi érintőkijelzőn, és egy 10,25 colos képernyő található egymás mellett, melyek egy hajlított kijelzőklaszterré állnak össze (BMW Curved Display). A modell szoftverei hálózaton keresztül is frissíthetők.
A csomagtartó űrtartalma 525 liter, ami 1400 literre növelhető a hátsó ülések lehajtásával.

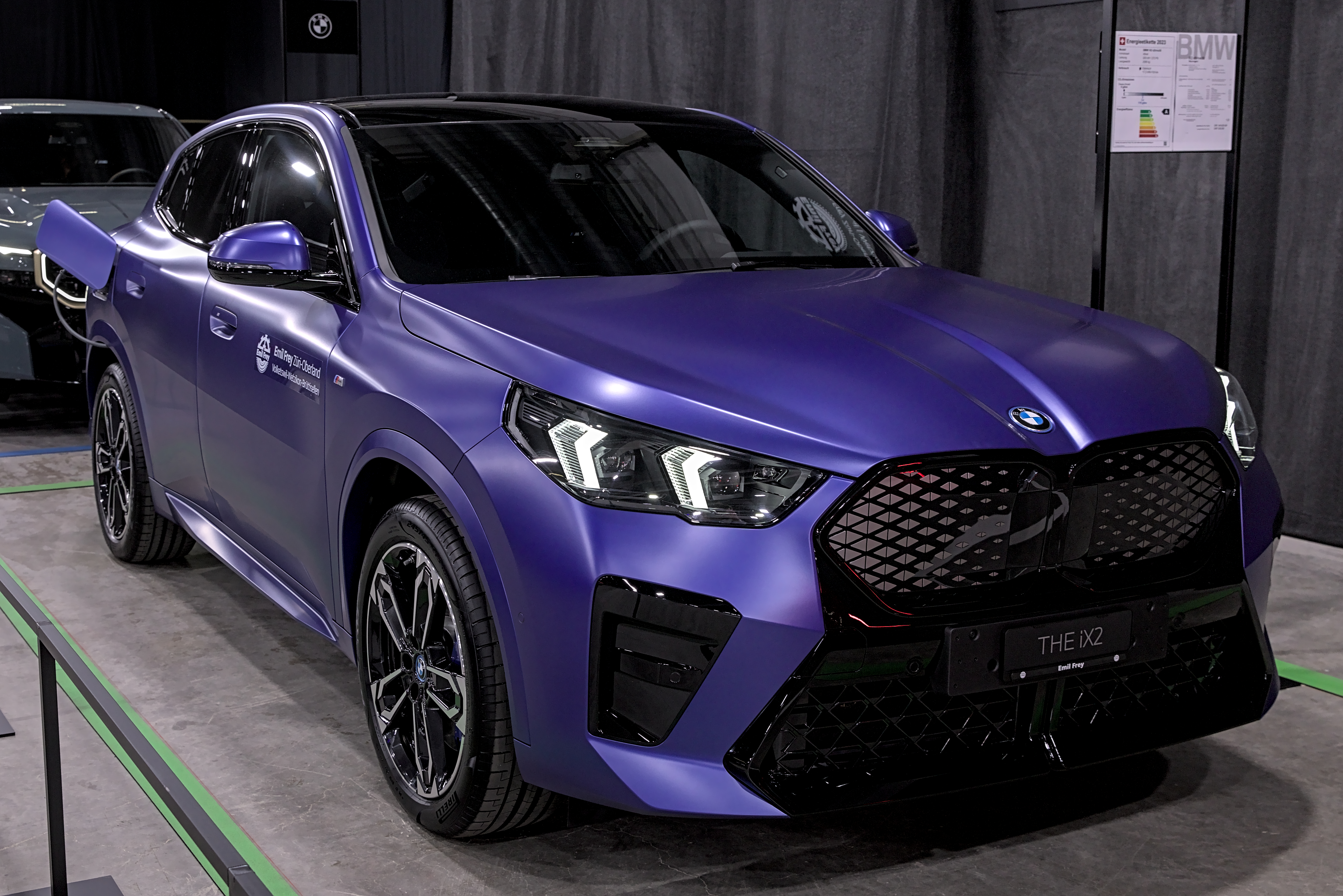
Elölnézetből
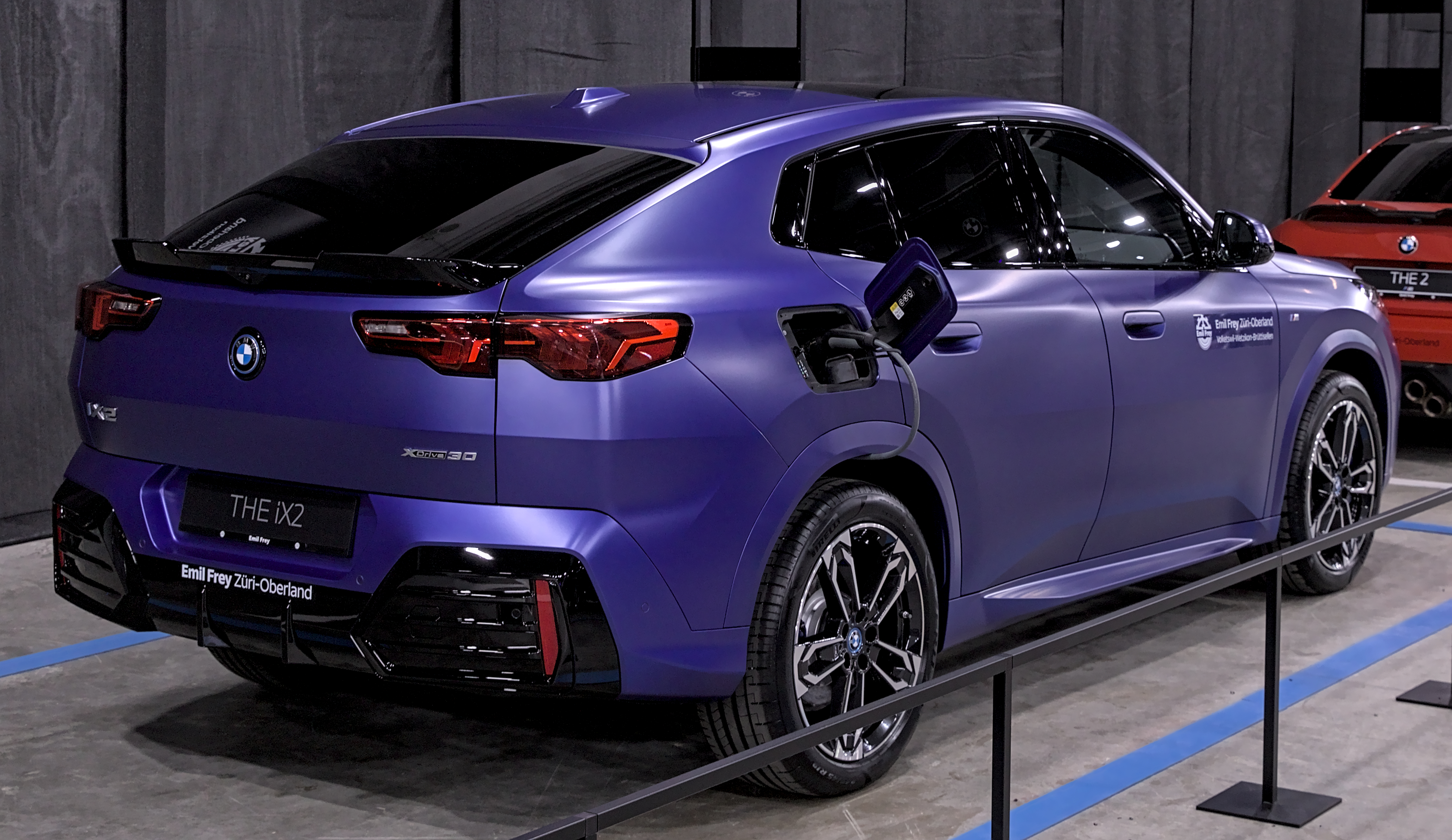
Hátulnézetből
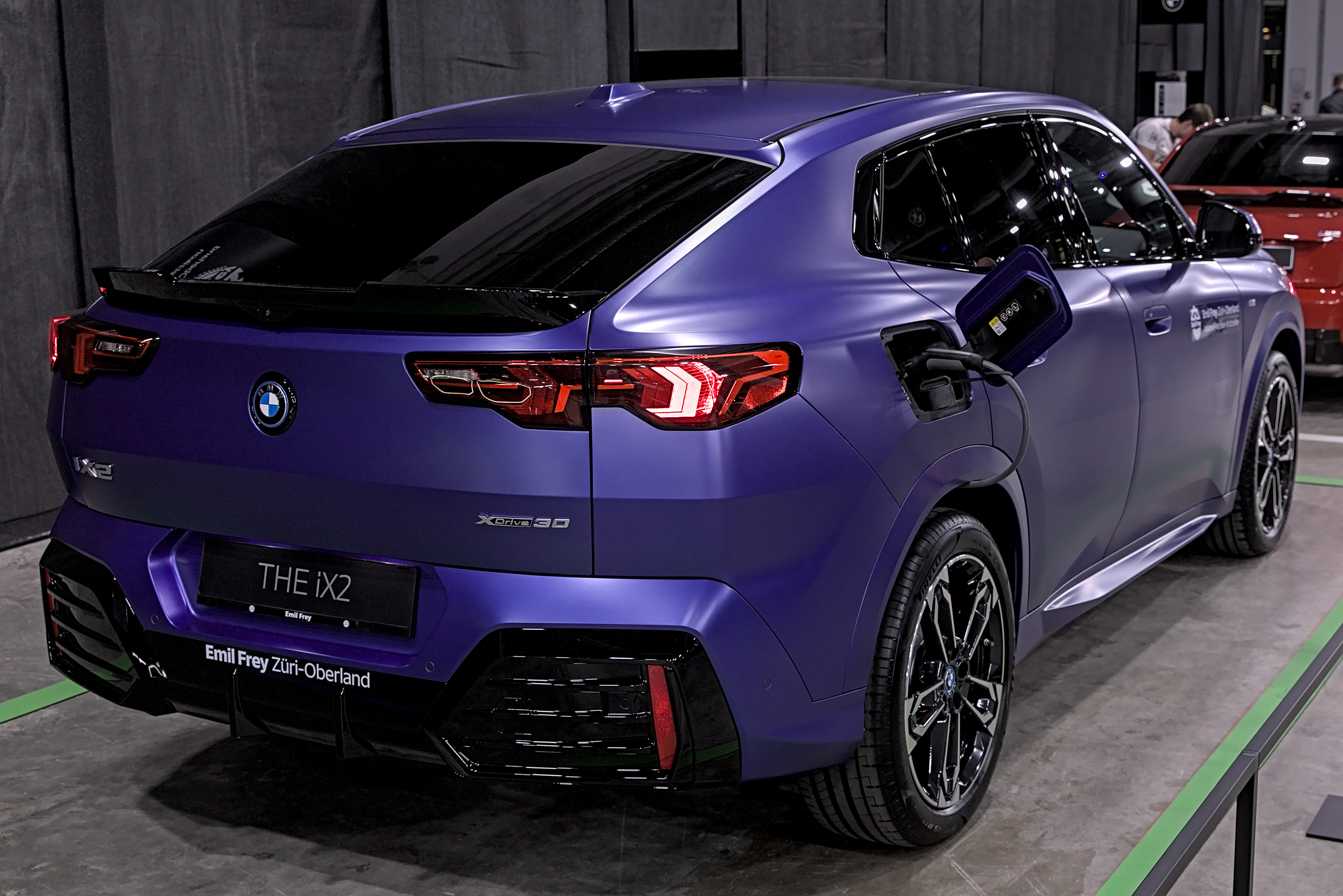
Hátulnézetből
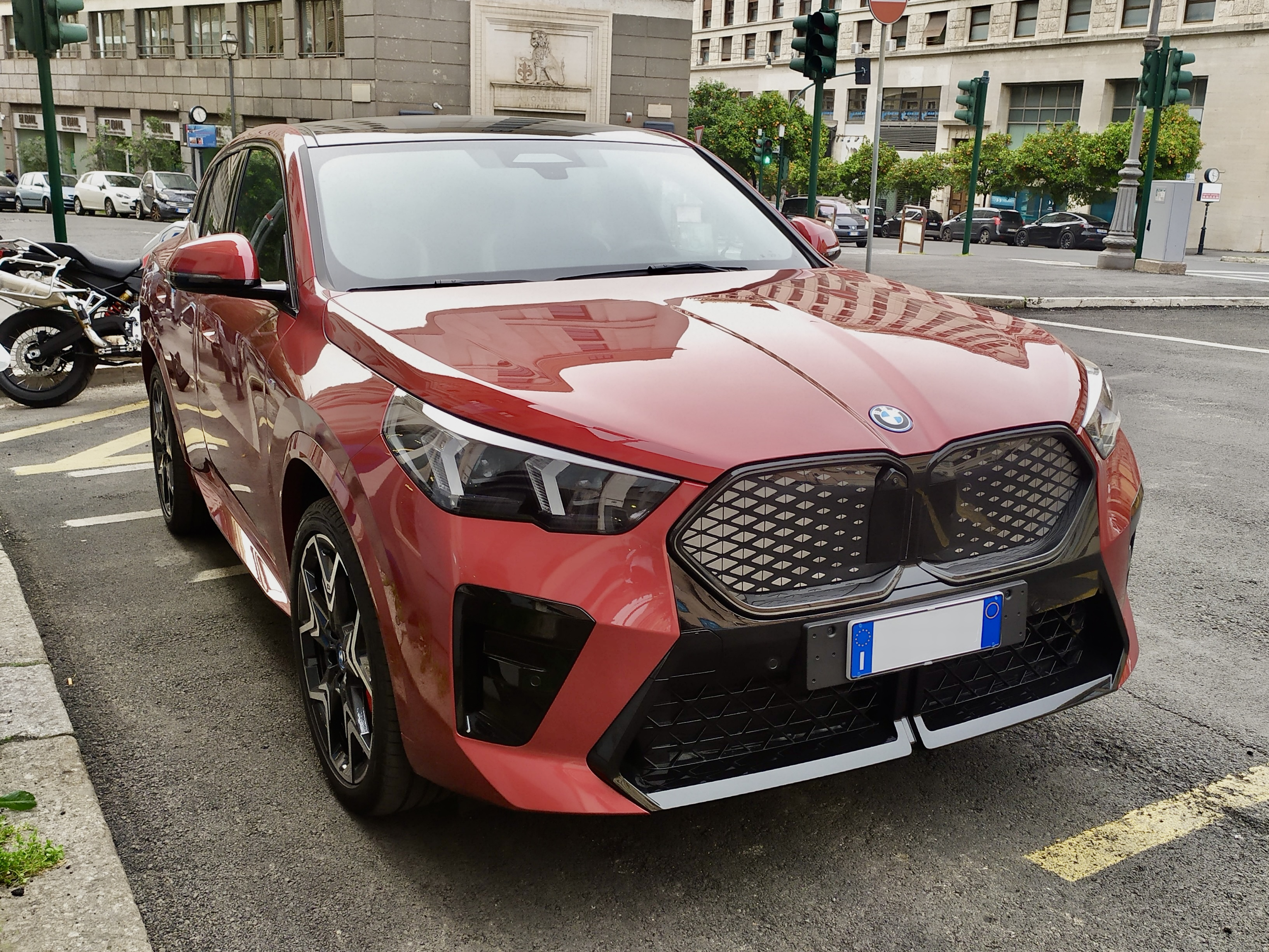
Elölnézetből
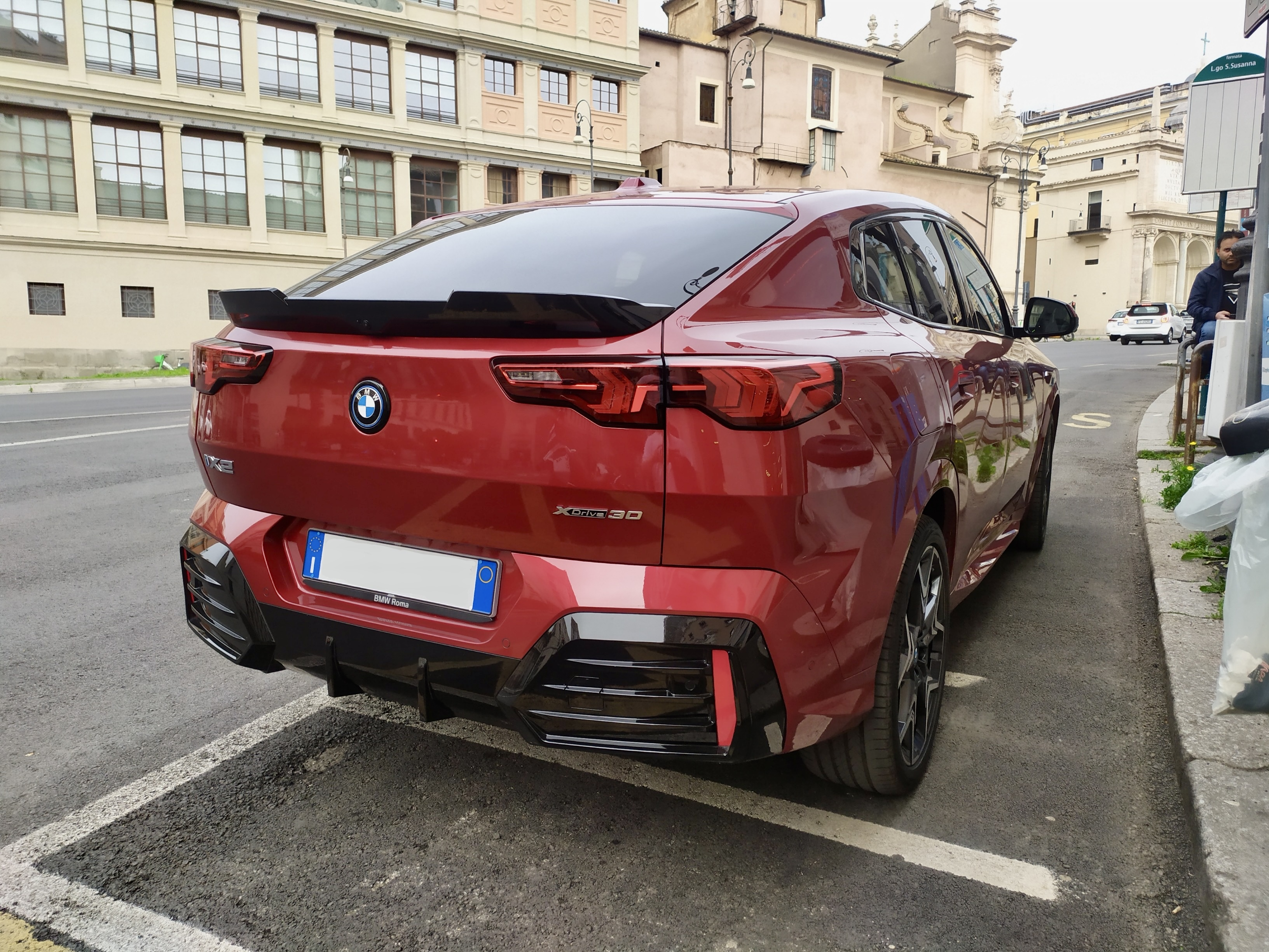
Hátulnézetből
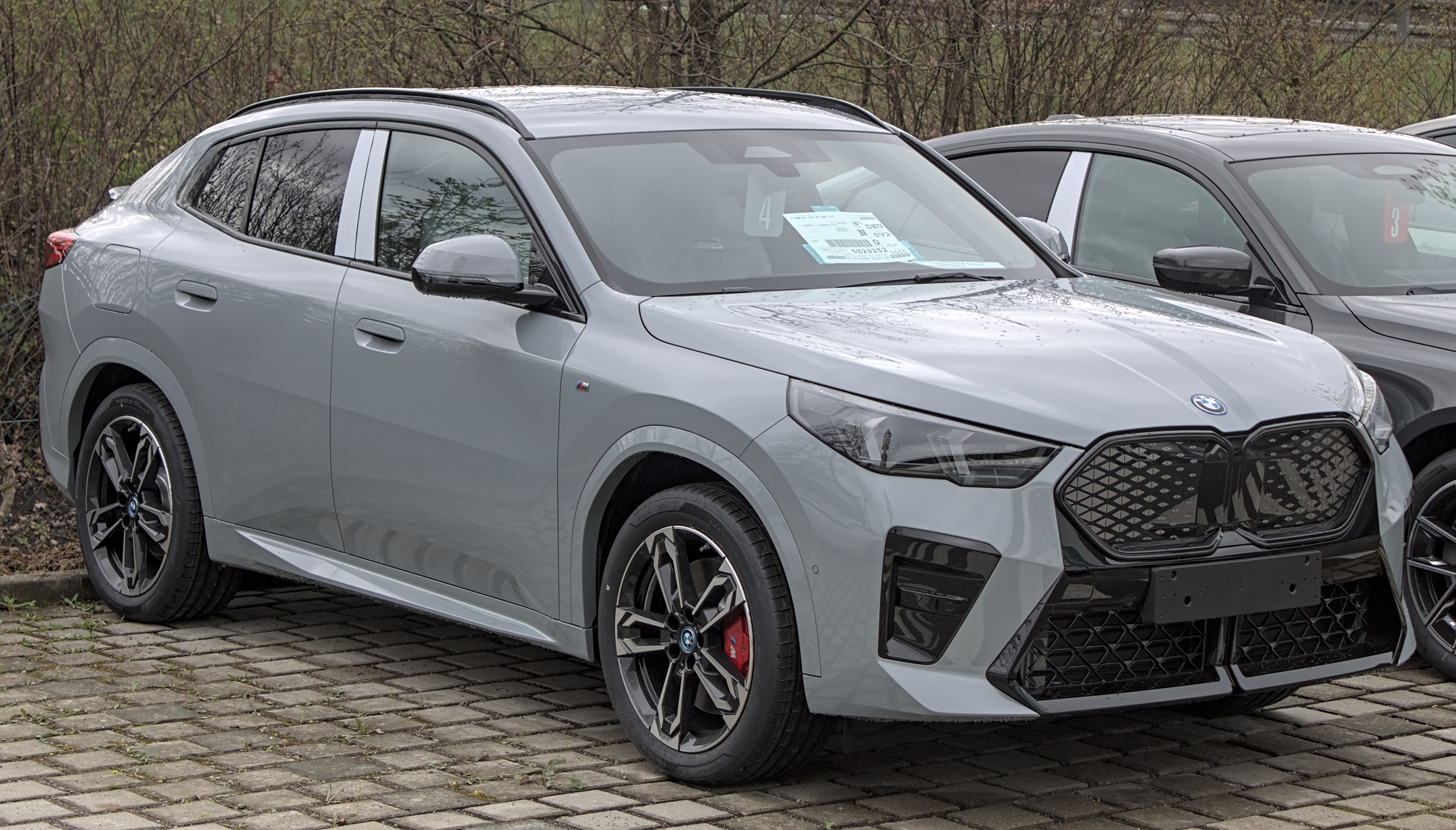
Elölnézetből
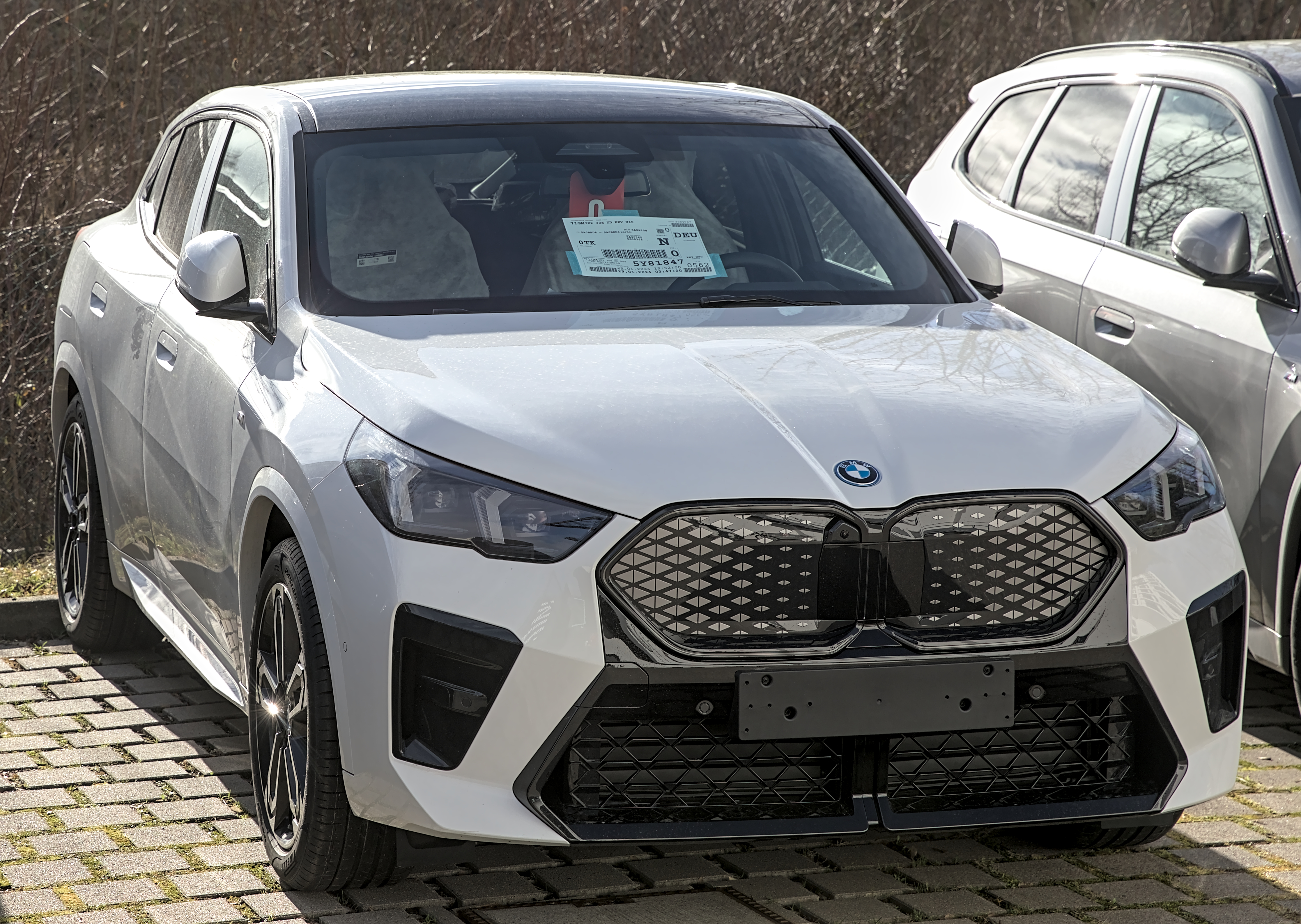
Elölnézetből
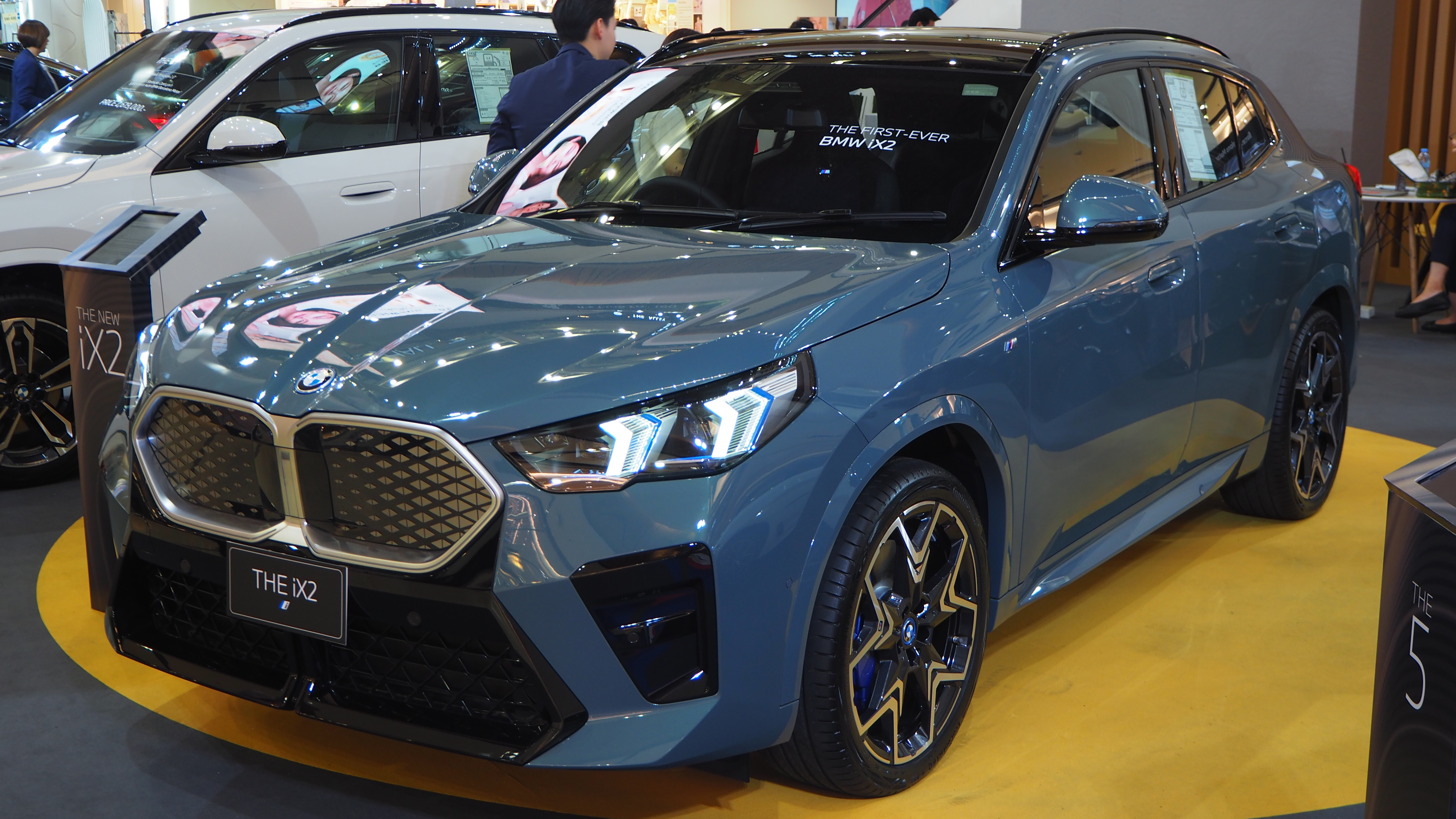
Elölnézetből
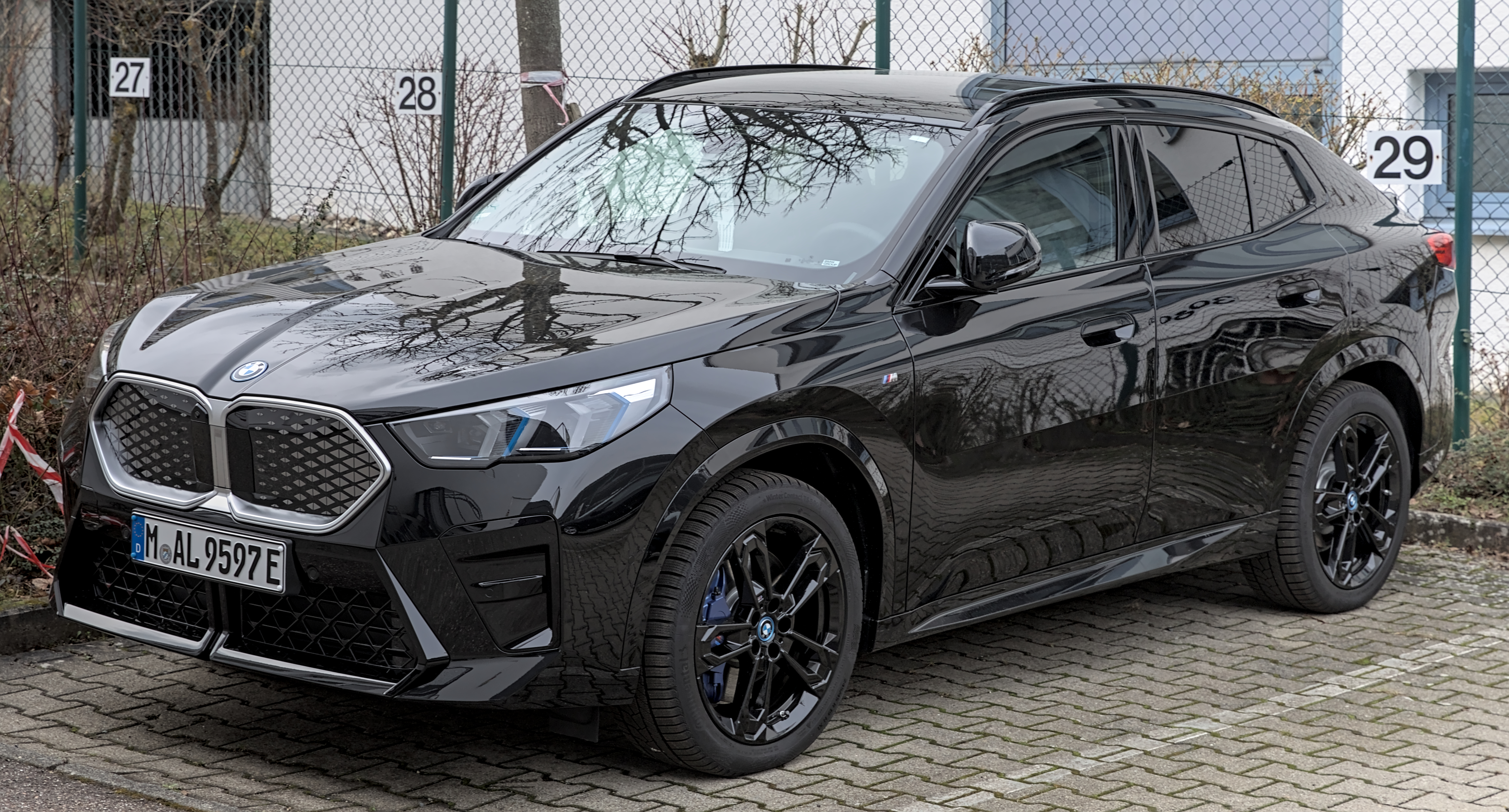
Elölnézetből

## Töltés
A BMW iX2 kompatibilis a Plug&Charge funkcióval, amely lehetővé teszi az automatikus töltésindítást és számlázást a kényelmesebb és gyorsabb töltés érdekében. DC hálózaton 130 kW-os töltés lehetséges, amivel 10 percnyi töltés 120 kilométeres hatótávolságra elegendő.